# Archarias
Archarias är ett släkte av skalbaggar. Archarias ingår i familjen vivlar.

## Dottertaxa tillArcharias, i alfabetisk ordning[1]
- Archarias angulatus
- Archarias angustus
- Archarias atripes
- Archarias atropunctellus
- Archarias besckei
- Archarias boisduvali
- Archarias circumductus
- Archarias compressus
- Archarias concinnatus
- Archarias conspersus
- Archarias cvlindrirostris
- Archarias dorsalis
- Archarias ellipsifer
- Archarias frontalis
- Archarias gemellus
- Archarias giganteus
- Archarias glandulosus
- Archarias granifer
- Archarias guérini
- Archarias humeralis
- Archarias hypocrita
- Archarias hystrix
- Archarias iniquus
- Archarias inornatus
- Archarias irroratus
- Archarias languidus
- Archarias lateralis
- Archarias laticollis
- Archarias lituratus
- Archarias lugubris
- Archarias miliaris
- Archarias multicostatus
- Archarias niveopunctatus
- Archarias parcus
- Archarias rhomboidalis
- Archarias roelofsi
- Archarias rubiginosus
- Archarias scabricollis
- Archarias scolopax
- Archarias simoni
- Archarias squamosus
- Archarias subscutellaris
- Archarias sulcatus
- Archarias sulphuratus
- Archarias trifasciatus
- Archarias tristis
- Archarias undulatus
- Archarias urbanus
- Archarias verrucosus
- Archarias vittatus